# Charles Despiau

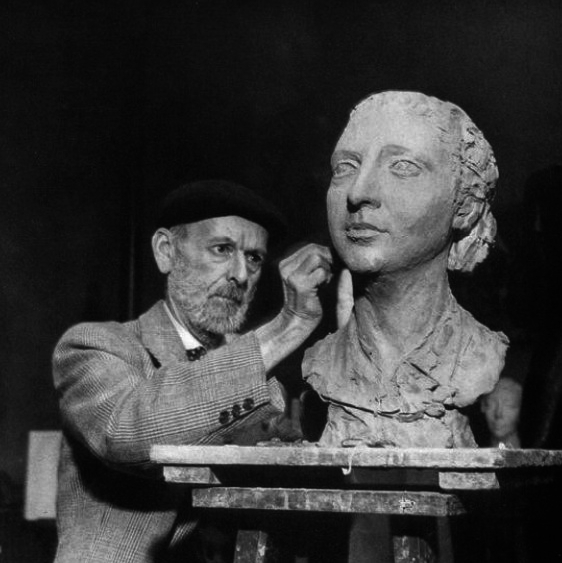
Charles Despiau

Charles Despiau (Mont de Marsan, 4 de novembro de 1874 – Paris, 30 de outubro 1946) foi um escultor francês.